# Ван Зант, Джонни
Джон Рой Ван Зант (англ. John Roy Van Zant; род. 27 февраля 1960, Джексонвилл, Флорида) — американский певец, вокалист группы Lynyrd Skynyrd, младший брат Ронни и Донни Ван Зантов.

## Биография
Родился 27 февраля 1960 года в Джэксонвилле, штат Флорида, США.
С середины 1970-х годов Ван Зант выступал в составе своей первой группы Austin Nickels Band, которая позже сменила своё название на Van Zant и в 1980 году выпустила свой дебютный альбом No More Dirty Deals. 
В период с 1981 по 1985 год Ван Зант выпустил ещё три сольных альбома, после чего взял перерыв в музыкальной карьере. В 1987 году он стал ведущим вокалистом и главным автором песен воссоединившейся группы Lynyrd Skynyrd и продолжает записываться и выступать до сих пор. С 1998 года он стал выступать вместе со своим братом Донни в составе воссоединившейся группы Van Zant.

## Личная жизнь

### Увлечения
Ван Зант болеет за клуб «Джэксонвилл Джагуарс». Он принял участие в записи совместного видеоролика с остальными участниками Lynyrd Skynyrd в поддержку клуба, который регулярно воспроизводится на экране перед началом домашних матчей команды.

### Проблемы со здоровьем
В мае 2006 года Ван Зант перенёс экстренную операцию по удалению аппендицита. Он проходил лечение в медицинском центре Стэнфордского университета в Пало-Алто, штат Калифорния. Из-за этого группа была вынуждена отменить три своих ближайших концерта.
6 августа 2011 Ван Зант был вновь госпитализирован года в медицинский центр Миннеаполиса, штат Миннесота, из-за осложнений в после предыдущей операции. В результате группе вновь пришлось отменить ряд запланированных выступлений.

## Дискография
Lynyrd Skynyrd
- Lynyrd Skynyrd 1991[англ.] (1991)
- The Last Rebel[англ.] (1993)
- Endangered Species[англ.] (1994)
- Twenty[англ.] (1997)
- Edge of Forever[англ.] (1998)
- Vicious Cycle[англ.] (2003)
- God & Guns[англ.] (2009)
- Last of a Dyin' Breed[англ.] (2012)